# 阿马杜-马赫塔尔·姆博
阿马杜-马赫塔尔·姆博（法語：Amadou-Mahtar M'Bow；1921年3月20日—2024年9月24日），塞内加尔政治人物、国民议会议员，曾任塞内加尔国民教育部长及联合国教科文组织总干事。

## 生平
1921年，出生于达喀尔。
1945年，在巴黎索邦大学学习。
1952年，负责塞内加尔基础教育。
1957年，任教育和文化部长。
1966年，任国民教育部长。
1968年，任文化和青年部长、塞内加尔国民议会议员。
1970年，任联合国教科文组织教育部门助理总干事。
1974年，任联合国教科文组织教育部门总干事。
1987年，退休。